# Zafar Babajanow
Zafar Babajanow (* 9. Februar 1987 in Daşoguz, Sowjetunion) ist ein turkmenischer Fußballspieler.

## Karriere

### Verein
Zum Beginn seiner Karriere spielte der Babajanow für die heimischen Erstligisten Turan FK und FK Balkan Balkanabat. Mit letzterem gewann er dreimal in Folge die nationale Meisterschaft sowie einmal den Pokal. Die Rückrunde der Spielzeit 2012/13 verbrachte der Abwehrspieler dann beim türkischen Drittligisten Kartalspor und absolvierte dort sieben Partien. Anschließend spielte er anderthalb Jahre für den Ahal FK und seit 2016 steht Babajanow beim Ligarivalen Altyn Asyr FK unter Vertrag. In dieser Zeit gewann der Innenverteidiger weitere dreizehn nationale Titel und nahm außerdem am AFC Cup 2022 teil.

### Nationalmannschaft
Am 3. September 2015 debütierte Babajanow in einem WM-Qualifikationsspiel gegen den Oman (1:3) für die turkmenische A-Nationalmannschaft. Seitdem kommt der Abwehrspieler in unregelmäßigen Abständen zu weiteren Einsätzen. Seinen bisher einzigen Treffer erzielte er am 9. Juni 2021 ebenfalls in einem WM-Qualifikationsspiel gegen den Libanon (3:2).

## Erfolge
- Turkmenischer Meister: 2010, 2011, 2012, 2016, 2017, 2018, 2019
- Turkmenischer Pokalsieger: 2010, 2012, 2014, 2016
- Turkmenischer Superpokalsieger: 2011, 2014, 2016, 2017, 2018, 2019, 2020, 2021